# Tommaso Arezzo
Tommaso Maria Raimondo Leopoldo Arezzo (Orbetello, 16 de diciembre de 1756 – Roma, 3 de febrero de 1833) fue un cardenal y arzobispo católico italiano.

## Biografía
Nacido en Orbetello de una familia aristocrática Modicana su padre Orazio era oficial del ejército de las Dos Sicilias, que en el pasado era ministro de la guerra y prefecto de Nápoles, mientras que la madre, Maria Fitzgerald de los duques de Linster, era de origen irlandés. Tommaso Arezzo estudió en el collegio Nazareno de Roma, dirigido por los escolapios. Se convirtió en príncipe de la Academia de los Incultos, dentro del mismo colegio, en 1777. Ordenado sacerdote, fue llamado por Pío VI a la prelatura personal; posteriormente se volvió vicedelegado de Bolonia, gobernador de Fermo, Perugia y Macerata; Pío VII, finalmente, lo nombró delegado de esta última ciudad, Macerata.
Pío VII le confió tareas diplomáticas en San Petersburgo y en Dresde; fue enviado a Berlín, cuando la ciudad prusiana estuvo ocupada por las tropas napoleónicas (27 de octubre de 1806). Con la invasión de Roma por parte de las tropas francesas de Miollis (2 de febrero de 1808) a Arezzo se le vuelve a llamar a Roma por el Papa Pío VII que lo nombró progobernador de la ciudad. Por tanto, padeció la suerte de los otros funcionarios de la administración papal: encarcelado y deportado a Bastia (abril de 1808).
En 1813 logró irse a Cerdeña, isla no conquistada por Napoleón y en la que residía Víctor Manuel I de Saboya el cual se sirvió del su experiencia. Volvió a Roma después del regreso de Pío VII (24 de mayo de 1814) y fue nombrado comisionado del Santo Oficio y miembro de la Congregación para la Reforma. Por fin, en el consistorio del 8 de marzo de 1816 fue creado cardenal presbítero con el título de San Pedro Encadenado y legado apostólico de Ferrara, ciudad que gobernó con gran mansedumbre por catorce años. Cardenal obispo de Sabina-Poggio Mirteto en 1820, volvió a Roma como Vicecanciller y recibió el título cardenalicio de San Lorenzo en Dámaso en 1830. Murió el 3 de febrero de 1833, a la edad de 76 años, y fue enterrado en la Basílica de San Lorenzo en Dámaso.

## Otros proyectos
- Wikimedia Commons alberga una categoría multimedia sobre Tommaso Arezzo.